# NGC 7377
NGC 7377 ist eine Spiralgalaxie mit aktivem Galaxienkern vom Hubble-Typ SAa im Sternbild  Wassermann auf der Ekliptik. Sie ist schätzungsweise 152 Millionen Lichtjahre von der Milchstraße entfernt und hat einen Durchmesser von etwa 135.000 Lichtjahren.
Gemeinsam mit neuen weiteren Galaxien bildet sie die NGC 7377-Gruppe.
Die Typ-Ia-Supernova SN 2004db wurde hier beobachtet.
Das Objekt wurde am 13. Oktober 1786 von William Herschel entdeckt.

## NGC 7377-Gruppe (LGG 463)
| Galaxie   | Alternativname | Entfernung/Mio. Lj |
| --------- | -------------- | ------------------ |
| NGC 7377  | PGC 69733      | 152                |
| NGC 7359  | PGC 69638      | 149                |
| NGC 7365  | PGC 69651      | 139                |
| NGC 7392  | PGC 69887      | 145                |
| IC 5261   | PGC 69969      | 147                |
| PGC 69557 | ESO 603-6      | 136                |
| PGC 69653 | ESO 534-24     | 139                |
| PGC 69678 | ESO 603-12     | 138                |
| PGC 69860 | ESO 603-20     | 145                |
| PGC 69631 | ESO 603-8      | 140                |